# Amphisbetetus sexspinus
Amphisbetetus sexspinus là một loài ruồi trong họ Asilidae. Amphisbetetus sexspinus được Tomasovic miêu tả năm 2008. Loài này phân bố ở vùng Cổ Bắc giới.